# Phú Hội, An Phú
Phú Hội là một xã cũ thuộc huyện An Phú, tỉnh An Giang, Việt Nam.

## Địa lý

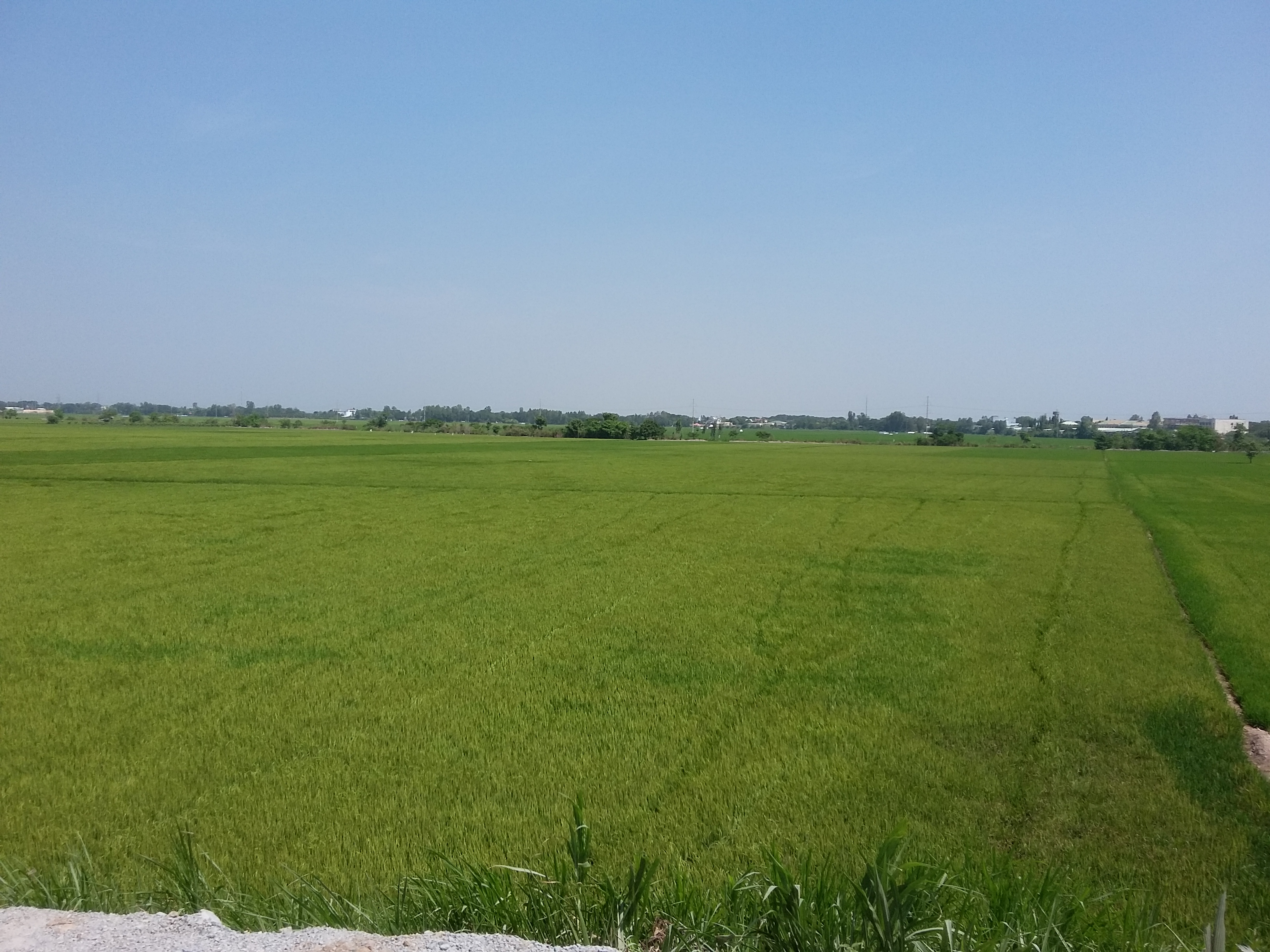
Đồng lúa Phú Hội.

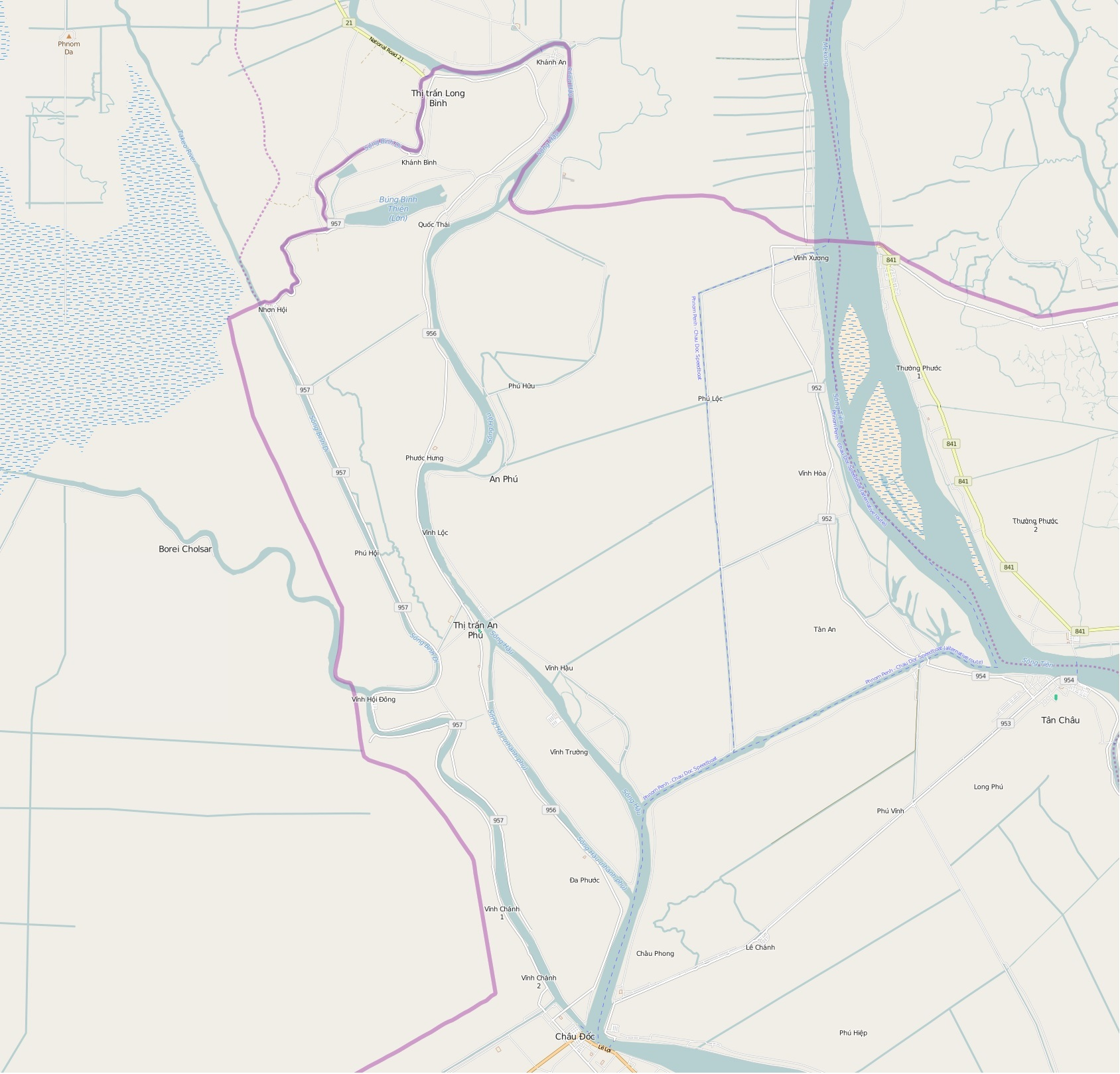
Bản đồ huyện An Phú tỉnh An Giang.

Xã Phú Hội nằm ở phía bắc huyện An Phú, có vị trí địa lý:
- Phía đông giáp xã Phước Hưng và thị trấn An Phú
- Phía tây giáp Campuchia
- Phía nam giáp xã Vĩnh Hội Đông
- Phía bắc giáp xã Nhơn Hội và xã Quốc Thái.

Xã Phú Hội có diện tích 23,94 km², dân số năm 2019 là 9.707 người, mật độ dân số đạt 405 người/km².

## Hành chính
Xã Phú hội gồm có 5 ấp là: Phú Nhơn, Phú Thuận, Phú Nghĩa, Phú Mỹ, Phú Trung.